# محمد عبده يماني
محمد عبده يماني (1359 هـ / 1940 - 2 ذو الحجة 1431 هـ / 8 نوفمبر 2010)، وزير الثقافة والإعلام السعودي السابق، ومن الشخصيات الإسلامية الناشطة في الحقل الدعوي.

## مولده وتعليمه
ولد الدكتور محمد عبده يماني في مكة المكرمة عام 1360 هـ /1940 م ونشأ بها وتلقى تعليمه الأولي على أيدي المشايخ في الحرم المكي ثم أكمل تعليمه في مدارس الفلاح بمكة المكرمة  حيث أنهى الابتدائية عام 1373/1953 وحصل على الكفاءة عام 1376/1956 والشهادة الثانوية عام 1379 هـ /1959 م فجامعة الملك سعود حيث حصل على البكالوريوس في العلوم قسم الجيولوجيا والكيمياء عام 1383 هـ / 1963 م ثم حصل على درجة الماجستير في الجيولوجيا الاقتصادية 1386/ 1966 ودرجة الدكتوراه من جامعة كورنيل في أمريكا بولاية نيويورك في الجيولوجيا - اقتصاديات المعادن - وكانت رسالته عن الثروات المعدنية في المملكة العربية السعودية عام 1388 هـ /1968 م بالإضافة إلى دبلوم في إدارة الجامعات من جامعة متشجن في نفس العام.

## حياته المهنية
عمل بعد تخرجه من الجامعة معيدًا ثم بعد عودته وحصوله على الدكتوراه عام 1388/1968 عمل محاضرًا، ثم ترقى إلى وكيل الكلية في جامعة الملك سعود بكلية العلوم ثم عين وكيلا لوزارة المعارف عام 1392 هـ / 1972 م، ثم مديرًا لجامعة الملك عبد العزيز منذ تاريخ 5/8/1392 إلى 7/10/1395 فوزيرا للاعلام في المملكة العربية السعودية في الفترة من 8/10/1395 وحتى 11/7/1403 هـ وبعد ذلك عاد للتدريس في جامعة الملك عبد العزيز وظل حتى وفاته يدرِّس اقتصاديات المعادن والجيولوجيا الاقتصادية في كلية علوم الأرض بجامعة الملك عبد العزيز أستاذاً غير متفرغ.

## اهتماماته
كان الدكتور محمد عبده يماني من المهتمين بالسيرة النبوية وقضية تبسيطها وتيسيرها لأولاد المسلمين وتيسير اطلاعهم على مصادرها، كما أنه من المهتمين بموضوع تصنيف الحديث النبوي بواسطة الحاسب الآلي، ومن اهتماماته الأساسية موضوع قضايا الأقليات المسلمة في العالم حيث يقضي وقته متنقلا بين مناطق الأقليات خاصة في أفريقيا وفي شرق آسيا وأخيراً في الاتحاد السوفيتي والصين، وهو من أعضاء المجلس التأسيسي لرابطة العالم الإسلامي، وشارك في العديد من المؤسسات والهيئات الخيرية في العالم الإسلامي.

## مناصبه
- معيدًا بكلية العلوم جامعة الرياض سنة 1387 هـ ثم محاضرًا، ثم أستاذًا مساعدًا، ثم أستاذًا.
- وكيل وزارة المعارف للشؤون الفنية عام 1392 هـ.
- وكيلاً لجامعة الملك عبد العزيز خلال الفترة من 4-8-1392 هـ إلى 28-7- 1393 هـ.
- مديرًا لجامعة الملك عبد العزيز خلال الفترة 28- 7-1393 هـ إلى 20-9- 1395 هـ.
- وزيرًا للإعلام خلال الفترة 20-9-1395 هـ إلى 11-7-1403 هـ.
- نائبًا لرئيس مجموعة دلة البركة.
- رئيس مجلس إدارة اثنتي عشرة مؤسسة وشركة تُعنى بمجالات الثقافة والنشر والصحة والعلوم والتعليم والتنمية والاستثمار، بعضها محلية وأكثرها عربية وعالمية.
- عضو في مجالس إدارات عشر مؤسسات عربية وبنكية وأدبية وخيرية.
- عضو مؤسس لجمعية تحفيظ القرآن الكريم بمنطقة مكة المكرمة.
- عضو المجلس التنفيذي لمؤتمر العالم الإسلامي.

## مؤلفاته
لمحمد عبده يماني العديد من المؤلفات باللغتين العربية والإنجليزية، تناول خلالها مواضيع علمية ودينية وثقافية مختلفة، ومن ضمنها مؤلفات تتحدث عن السيرة النبوية والمواقف المتعلقة بسيرة الرسول صلى الله عليه وسلم منها:
- خديجة بنت خويلد.. سيدة في قلب المصطفى.
- إنها فاطمة الزهراء رضي الله عنها.
- بدر الكبرى المدينة والغزوة.
- بدر الفرقان يوم التقى الجمعان.
- علموا أولادكم محبة رسول الله صلى الله علية وسلم.
- للعقلاء فقط.
- علموا أولادكم محبة آل بيت النبي صلى الله عليه وسلم.
- السيدة عائشة وأمانة الرواية.
- إنهم أصحاب رسول الله صلى الله عليه وسلم.
- الصحابي الجليل أبو هريرة.. والحقيقة الكاملة.
- كيف نصلي على رسول الله صلى الله عليه وسلم.
- لماذا لم يُعبد رسول الله صلى الله عليه وسلم.[2]
- بأبي أنت وأمي يارسول الله صلى الله عليه وسلم.
- كيف صام رسول الله صلى الله عليه وسلم.
- تأدبوا مع رسول الله صلى الله عليه وسلم.
- هكذا حج رسول الله صلى الله عليه وسلم.
- والدا النبي الكريمان صلى الله عليه وسلم.
- أجداد النبي صلى الله عليه وسلم.
- علموا اولادكم ذكر الله.
- التأمين بالدعاء.
- المعادلة الحرجة في حياة الأمة الإسلامية.
- مستقبل التعليم في العالم الإسلامي.
- قادم من بكين والإسلام بخير.
- روسيا والمسلمون ومحنة الإنفتاح الجديد.
- المسلمون السود في أمريكا القصة الكاملة.
- أفريقيا لماذا.
- أضواء على البنوك الإسلامية.
- البابية.
- حوار مع البهائيين.
- أحاديث في الاعلام.
- الاعلام العربي ما بعد أزمة الخليج.
- الأمن المائي العربي المشكلة والحلول.
- السعودة وجها لوجه.[3]
- كلمة طيبة.
- وكشفت أزمة الخليج عوراتنا.
- الجيولوجيا الإقتصادية.
- نظرات علمية حول غزو الفضاء.
- الأطباق الطائرة حقيقة ام خيال.
- أقمار الفضاء غزو جديد.
- وداعا هالي.
- هل نحن وحدنا في هذا الكون.
- المسلمون والتطور في علوم الفضاء.
- اليد السفلى.
- فتاة من حائل.
- جراح البحر.
- امرأة في الظلال.
- مشرد بلا خطيئة.
- الهدهد مر من هنا.
- أيامي.
- A boy from Makkah
- Islam and the west
- Teach your children to love the prophet Muhammad
- Why the prophet Muhammad has never been worshipped

## الأوسمة والتكريمات
حصل يماني على عدة أوسمه من مختلف البلدان الإسلامية وهي:
- نال وشاح الملك عبد العزيز.
- الميدالية التقديرية من حكومة أبوظبي.
- الميدالية التقديرية من حكومة قطر.
- براءة وسام الكوكب الأردني من الدرجة الأولى من الملك حسين.
- براءة وسام الاستحقاق الوطني درجة ضابط أكبر، من رئيس جمهورية فرنسا.
- وسام إيزابيل لاكوتولييكا الكبير مع براءته من ملك إسبانيا.
- وسام (مهابوترا أوبيروانا) مع براءته من جمهورية إندونيسيا.
- وسام برتبة قائد (كوماندوز) من جمهورية موريتانيا.[4]

## وفاته
توفي الإعلامي محمد عبده يماني مساء يوم الاثنين 2 ذو الحجة 1431هـ الموافق 8 نوفمبر 2010 نتيجة إصابته بجلطة دماغية، نقل على إثرها إلى المستشفى السعودي الألماني، وتُوفي هُناك. وصلي عليه ظهر اليوم الذي يليه مباشرة في الحرم المكي ودُفن في مقبرة المعلاة.

## صدر عنه
كتاب «د.محمد عبده يماني الانسان» تأليف: عبد الله عمر خياط. صدر عام 2011م.